# San Lucas, Oaxaca
San Lucas är en ort i Mexiko.   Den ligger i kommunen Candelaria Loxicha och delstaten Oaxaca, i den sydöstra delen av landet, 500 km sydost om huvudstaden Mexico City. San Lucas ligger 785 meter över havet och antalet invånare är 182.
Terrängen runt San Lucas är kuperad åt sydväst, men åt nordost är den bergig. Runt San Lucas är det ganska glesbefolkat, med 38 invånare per kvadratkilometer. Närmaste större samhälle är Los Naranjos Esquipulas, 3,4 km norr om San Lucas. I omgivningarna runt San Lucas växer i huvudsak städsegrön lövskog.